# Microhoria sydowi
Microhoria sydowi is een keversoort uit de familie snoerhalskevers (Anthicidae). De wetenschappelijke naam van de soort is voor het eerst geldig gepubliceerd in 1936 door Pic.